# Goerodes signicostalis
Goerodes signicostalis är en nattsländeart som beskrevs av Wolfram Mey 1990. Goerodes signicostalis ingår i släktet Goerodes och familjen kantrörsnattsländor. Inga underarter finns listade i Catalogue of Life.